# Мещанское (Александровское) училище
Меща́нское (Алекса́ндровское) учи́лище (Александровский институт) — историческое учебное заведение.
Здание в Санкт-Петербурге, памятник архитектуры. Расположено по адресу: улица Смольного, 3. Построено в 1764—1775 годах архитектором Ю. М. Фельтеном.

## Основание училища
В 1765 году при Смольном институте благородных девиц — привилегированном учебном заведении для дочерей дворянской знати, по инициативе И. И. Бецкого открылось отделение «для мещанских девиц» (недворянских сословий, кроме крепостных крестьян) — 31 января (11 февраля) 1765 года вышел «Указ об учреждении Мещанского Училища при Воспитательном Обществе благородных девиц». Начальница и Совет Воспитательного общества и Мещанского училища были общими. Одинаковыми до 1797 года были и организация и устройство воспитания и обучения.
Проектирование и строительство «вновь определенного дома для воспитания в оном подлой породы девушек» было поручено архитектору Юрию Фельтену. Первые 10 лет, до окончания строительства нового здания в 1775 г., девушки Мещанского училища жили в северном корпусе монастыря, с которым новое здание соединили галереей на арках.

## История строительства
Здание предполагалось разместить на Смольном запасном дворе, севернее монастыря. Финансирование работ производилось из сумм, отпущенных на окончание всего монастырского комплекса. Вскоре, за недостатком денег на сооружение Училища, было отложено завершение внутренней отделки собора, так и не законченного в то время. К концу 1767 года заложили фундаменты здания и вывели своды погребного этажа. Первоначально собственно Мещанское училище занимало корпуса со стороны Невы, а полукруглый корпус служил для ломбарда и Опекунского совета Воспитательного дома. В нижнем этаже находились комнаты для аудиенций, ссудная казна и кладовые, во втором — квартира директора, ломбард, бухгалтерия, в верхнем — жилые комнаты. В самом здании училища на первом этаже находились хозяйственные службы и столовая, на втором — классы и актовый зал, на третьем — спальни. С востока к зданию училища пристроили 2-3-этажные служебные флигели для прислуги.
При перестройке 1821—1824 годов архитектор Доменико Куадри сохранил декор фасадов, но поменял отделку интерьеров (сохранились в первоначальном виде коридоры 1-го этажа).
В 1941 году в результате налётов немецко-фашистской авиации разрушен юго-западный корпус.

## Архитектура

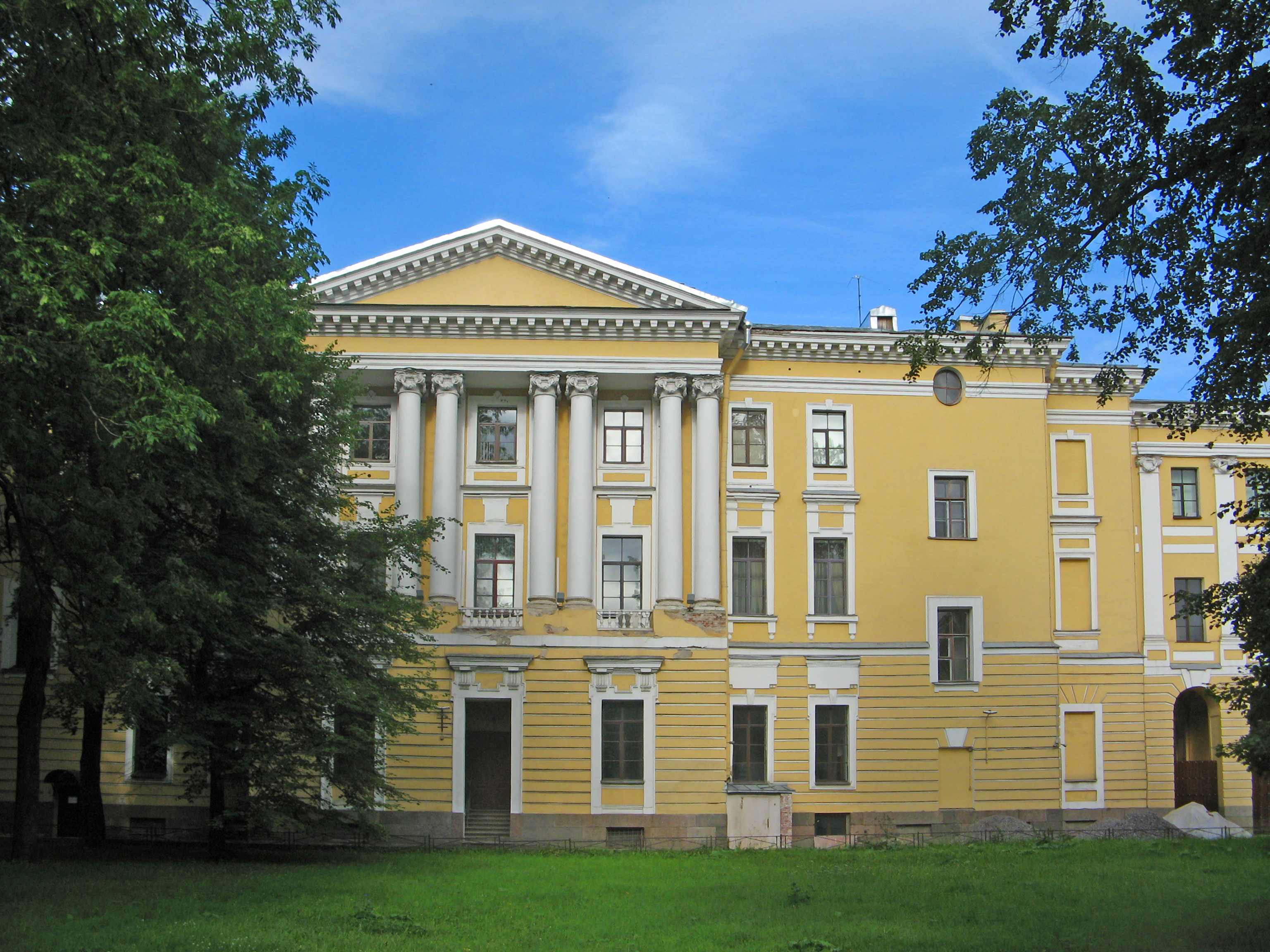
Фасад со стороны Невы

Архитектор по-разному решает два фасада здания: со стороны Невы и со стороны города. Главный корпус образует полукруг, ограничивающий площадь, от которой начинается дорога в город. Фасад имеет трёхчастное членение, подчёркнутое входами, центральный из которых выделен ризалитом с 4-я пилястрами ионического ордера, объединяющими второй и третий этажи. Рассечённая филёнками незначительного рельефа стена оставляет впечатление единого монолита. За основным корпусом размещается целый лабиринт зданий, связанных между собой. Фасады трёх корпусов, выходящих на Неву, оформлены более парадно, с использованием портика из восьми сдвоенных колонн, плотно примкнувших к стене. В сложности плана здания, в сдержанном использовании элементов ордерной архитектуры при общей сухости профилировки фасадов заключаются особенности постройки раннего классицизма.

## История образовательного учреждения

### Училище в XVIII веке
В Училище мещанских девиц в 1765 году было 61 человек. План образования Мещанского училища соответствовал программе Академии Художеств. Плата при приёме (50 руб.) вкладывалась в банк, и при выпуске в качестве приданого выдавалась значительная сумма. После окончания училища «мещанки» оставались под опекой Совета.
Позже в Мещанском училище обучалось 200 дочерей солдат и унтер-офицеров гвардии, придворных служителей, мещан и купцов. Предполагалось, что девочки, обучаясь с 6 до 18 лет, в будущем станут дворцовой прислугой. Прием осуществлялся раз в три года, воспитанницы делились по трем «возрастам».
В 1797 году, по указанию императрицы Марии Фёдоровны, вступившей в руководство Воспитательным обществом, воспитание дворянок и мещанок было строго разделено, но обе части Смольного института продолжали находиться под руководством начальницы это института. В училище стали принимать девочек с 10-11 лет и сократили срок пребывания в нём до 6 лет (с разделением на два возраста — младший и старший), поскольку императрица посчитала, что обучение мещанских девиц должно ограничиваться «учинением их добрыми женами, матерями и хозяйками». Совместные с «благородной половиной» собрания больше не устраивались, а лазареты заведений были отделены друг от друга. Императрица сначала отменила обучение мещанок иностранным языкам, но, заметив, что многие из выпускниц становятся гувернантками, повелела вновь ввести преподавание французского и немецкого языков. Главными предметами стали Закон Божий, рукоделие и русский язык. Лучших учениц по традиции, восходящей к екатерининскому времени, в праздники приглашали в Зимний дворец вместе с воспитанницами дворянских институтов.
Училище находилось в ведомстве учреждений императрицы Марии.

### Училище в XIX веке
После Отечественной войны 1812 года, когда появилось много сирот, 18 августа 1814 года при училище было устроено особенное «военное отделение», «куда принимались дети военных чиновников до чина подполковника».
В 1842 году мещанское училище стало именоваться Санкт-Петербургским Александровским училищем, в которое было «повелено принимать дочерей, приобретших дворянство службою — штаб и обер-офицеров военного и гражданского ведомства, а также дочерей священников».
В 1844 году был учреждён Главный совет женских учебных заведений, в ведении которого было 35 институтов и училищ и 3 дома трудолюбия. Председателем назначили принца П. Г. Ольденбургского.
По проекту, составить который было поручено М. М. Тимаеву, 16 мая 1848 года, впервые в России в училище был открыт специальный педагогический класс на 30 воспитанниц (называемых «кандидатками») с двухгодичным курсом обучения для подготовки женщин-педагогов, которых было положено называть «наставницами»; особое внимание среди выпускных экзаменах уделялось «педагогике с дидактикой». Первый приём составил 26 человек: 10 пепиньерок Воспитательного общества, 6 пепиньерок и 10 классисток (окончивших полный курс) училища. Спустя два года, после первого выпуска, штат воспитанниц был расширен до 32 человек и начинать новый курс с 1 апреля 
В 1859 году инспектором классов Смольного института благородных девиц, Александровского училища и Воспитательного дома был назначен К. Д. Ушинский, которому было поручено составить проект преобразований в этих женских учреждениях. В 1860 году он пригласил к преподаванию единомышленников — В. И. Лядова, Н. В. Белоконова, В. И. Водовозова и др. Были изменены учебные планы, введено преподавание отечественной литературы и расширен курс естественных наук, уравнены курсы обучения в училище и на «благородной половине». Приём и выпуск с 1864 года стали производиться каждый год. Училище, ранее готовившее дворцовых служительниц, теперь приобрело профессионально-педагогическую ориентацию.
В 1865 году училище получило своих отдельных начальницу (Дарья Алексеевна Львова, вдова действительного статского советника) и инспектора классов (В. И. Лядов). В 1889 году, при А. А. Баллюзек, штат воспитанниц был увеличен с 32 до 40 человек.
В 1891 году училище было преобразовано в Александровский институт.

### XX век
В 1910-е гг. в Александровском институте кроме общеобразовательных предметов преподавали педагогику, законоведение, гигиену.
После Октябрьской революции институт был упразднён. В 1966—1983 гг. в здании размещался Географический факультет ЛГУ. В конце XX века комплекс зданий был передан Правительству Ленинградской области для административных нужд. Кроме всего прочего сейчас здесь размещается Выставочный зал «Смольный».

## Униформа
Цвет и тип ткани основных деталей униформы в институте на 1904 год.
| Классы      | Цвет платья | Тип ткани платья          | Описание платья | Цвет и ткань передника           | Цвет и ткань пелерины                   | Описание передника и пелерины                                                         | Описание передника и пелерины                                                                              |
| Классы      | Цвет платья | Тип ткани платья          | Описание платья | Цвет и ткань передника           | Цвет и ткань пелерины                   | Будни                                                                                 | Праздник                                                                                                   |
| ----------- | ----------- | ------------------------- | --- | -------------------------------- | --------------------------------------- | ------------------------------------------------------------------------------------- | --- |
| I           | Серый       | Камлот                    | - Юбка косая, складка на подоле, 2 бие; - Лиф открытый, застёжка на крючках спереди; - Рукав короткий, 2 бие, привязывается 2 тесёмками к короткому рукаву платья | Белый, коленкор                  | Белый, коленкор                         | - Передник: 7 вершков от полу, 3 складки; - Пелерина: отложной воротник, спереди бант | - Передник: 4 складки с рубцом, лиф на прямом кушаке, обшит фестонами из суташа, стягивается у шеи и талии |
| II-III      | Зелёный     | Камлот                    | - Юбка косая, складка на подоле, 2 бие; - Лиф открытый, шнуровка спереди; - Рукав короткий, 2 бие, привязывается 2 тесёмками к короткому рукаву платья            | Белый, коленкор                  | Белый, коленкор                         | - Передник: 7 вершков от полу, 3 складки; - Пелерина: отложной воротник, спереди бант | - Передник: 4 складки с рубцом, лиф на прямом кушаке, обшит фестонами из суташа, стягивается у шеи и талии |
| IV-V        | Голубой     | Камлот                    | - Юбка косая, складка на подоле, 2 бие; - Лиф открытый, шнуровка спереди; - Рукав короткий, 2 бие, привязывается 2 тесёмками к короткому рукаву платья            | Белый, коленкор                  | Белый, коленкор                         | - Передник: 7 вершков от полу, 3 складки; - Пелерина: отложной воротник, спереди бант | - Передник: 4 складки с рубцом, лиф на прямом кушаке, обшит фестонами из суташа, стягивается у шеи и талии |
| VI-VII      | Кофейный    | Камлот                    | - Юбка косая, складка на подоле, 2 бие; - Лиф открытый, шнуровка спереди; - Рукав короткий, 2 бие, привязывается 2 тесёмками к короткому рукаву платья            | Белый, коленкор                  | Белый, коленкор                         | - Передник: 7 вершков от полу, 3 складки; - Пелерина: отложной воротник, спереди бант | - Передник: 4 складки с рубцом, лиф на прямом кушаке, обшит фестонами из суташа, стягивается у шеи и талии |
| Пепиньер I  | Серый       | Камлот, шерсть (праздник) | - Лиф: открытый, гладкий с коротким рукавом до локтя, вырез каре, на пуговицах, оканчивающийся 2 бие (праздник)                                                   | Чёрный, кашемир, шёлк (праздник) | Чёрный, серый, в цвет платья (парадный) | —                                                                                     | — |
| Пепиньер II | Серый       | Камлот, шерсть (праздник) | - Лиф высокий гладкий, стоячий воротник; - На пуговицах (будни); - С 3 складками на крючках (праздник); - Длинный рукав с обшлагом                                | Чёрный, кашемир, шёлк (праздник) | Чёрный, серый, в цвет платья (парадный) | —                                                                                     | — |

## Известные выпускницы
- Елена Полевицкая